# ステア伯爵
ステア伯爵（英: Earl of Stair）は、イギリスの貴族、伯爵。スコットランド貴族爵位。第2代ステア子爵ジョン・ダルリンプルが1703年に叙位されたことに始まる。ダルリンプル家は、17世紀中葉に司法官僚を多数輩出して急速に勃興した一族である。

## 歴史

### 法曹家一族としての勃興

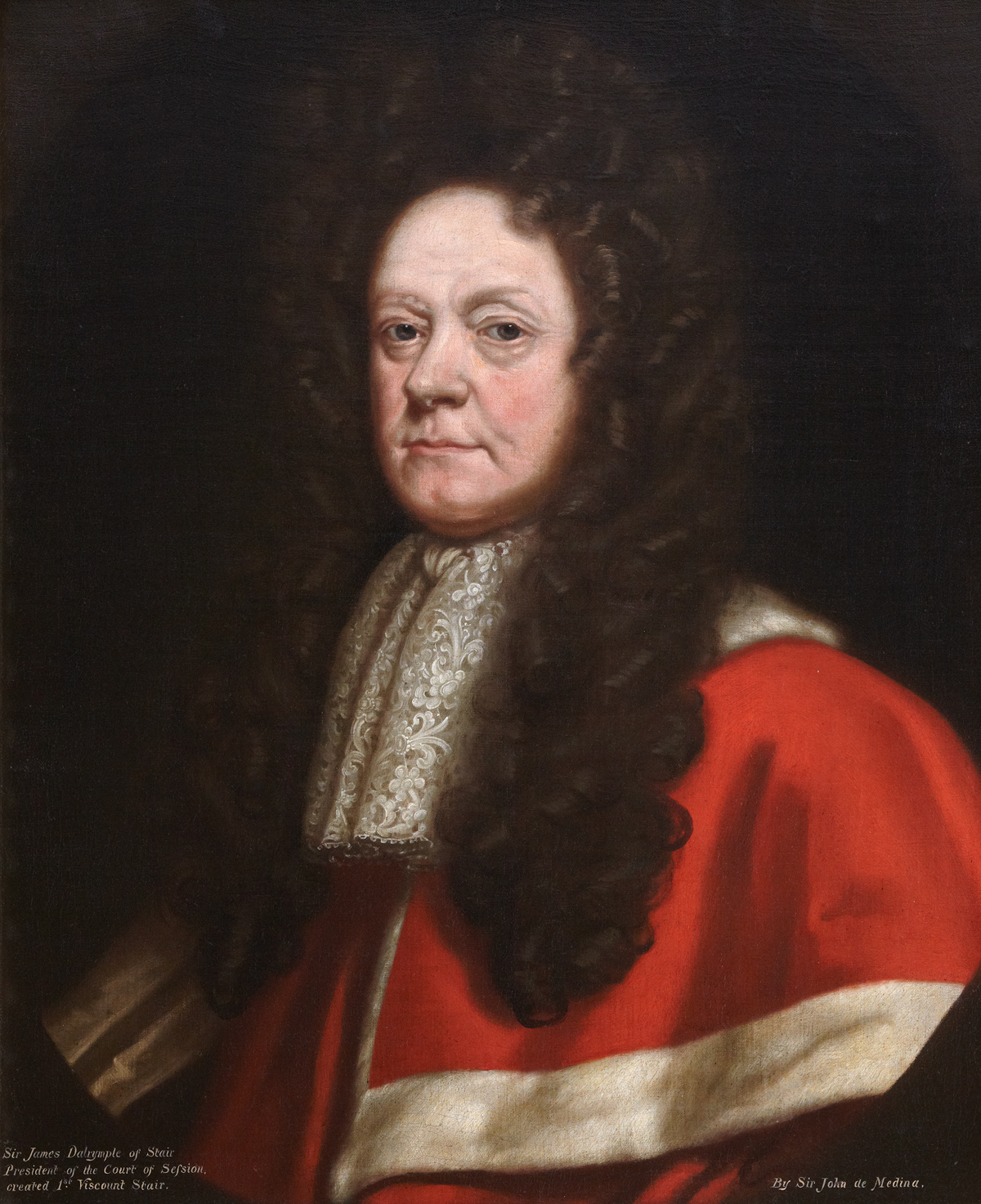
伯爵家の始祖ジェームズ・ダルリンプル。

ダルリンプル家はその歴史を中世にまで遡ることができるが、家格や財力の面において貴族に叙されるほどの家柄ではなかった。そうした事情が一変したのはその祖ジェームズ・ダルリンプル(1619-1695)の代で、彼が急速に司法官僚として栄達を遂げ貴族に叙せられることとなる。ダルリンプルはスコットランド民事控訴院長官も務めた法曹家である一方、政治家としてはスコットランド議会において王権・宮廷の利益を擁護する立ち回りを演じている。彼は1664年にノヴァスコシア準男爵位の(ステアの)準男爵(Baronet, of Stair)を得たことを皮切りに、続く1690年4月21日にはスコットランド貴族のステア子爵(Viscount of Stair)及びグレンルース＝ストランラー卿(Lord Glenluce=Stranraer)に叙せられて貴族に昇った。一連の叙爵にはイングランド王国とスコットランド王国の合同に向けて政治力のある法曹家のダルリンプルを英政府の味方につける狙いがあったとされる。なお、法曹官僚として活躍した者は彼のみならず、一族からは僅か18年の間に9名の代議士が輩出され、うち7名は法曹関係者（スコットランド民事控訴院長官や法務長官経験者を含む）といったように、当時のスコットランド法曹界に大きな影響力を及ぼした。

### 伯爵家の成立

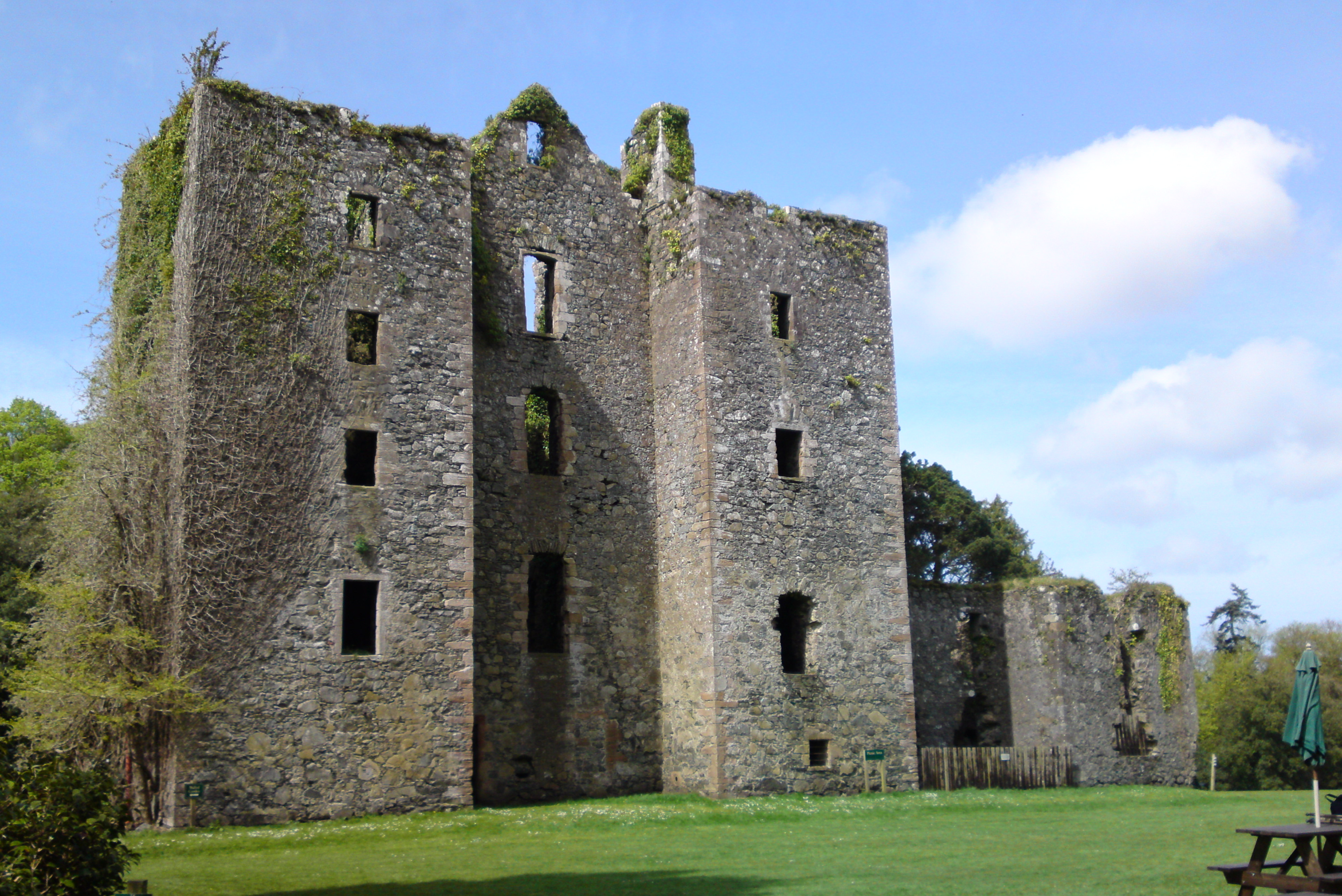
ロキッジ城、もとはカセルス伯爵家ケネディ一族の城であった。現在はステア伯爵家が保持。
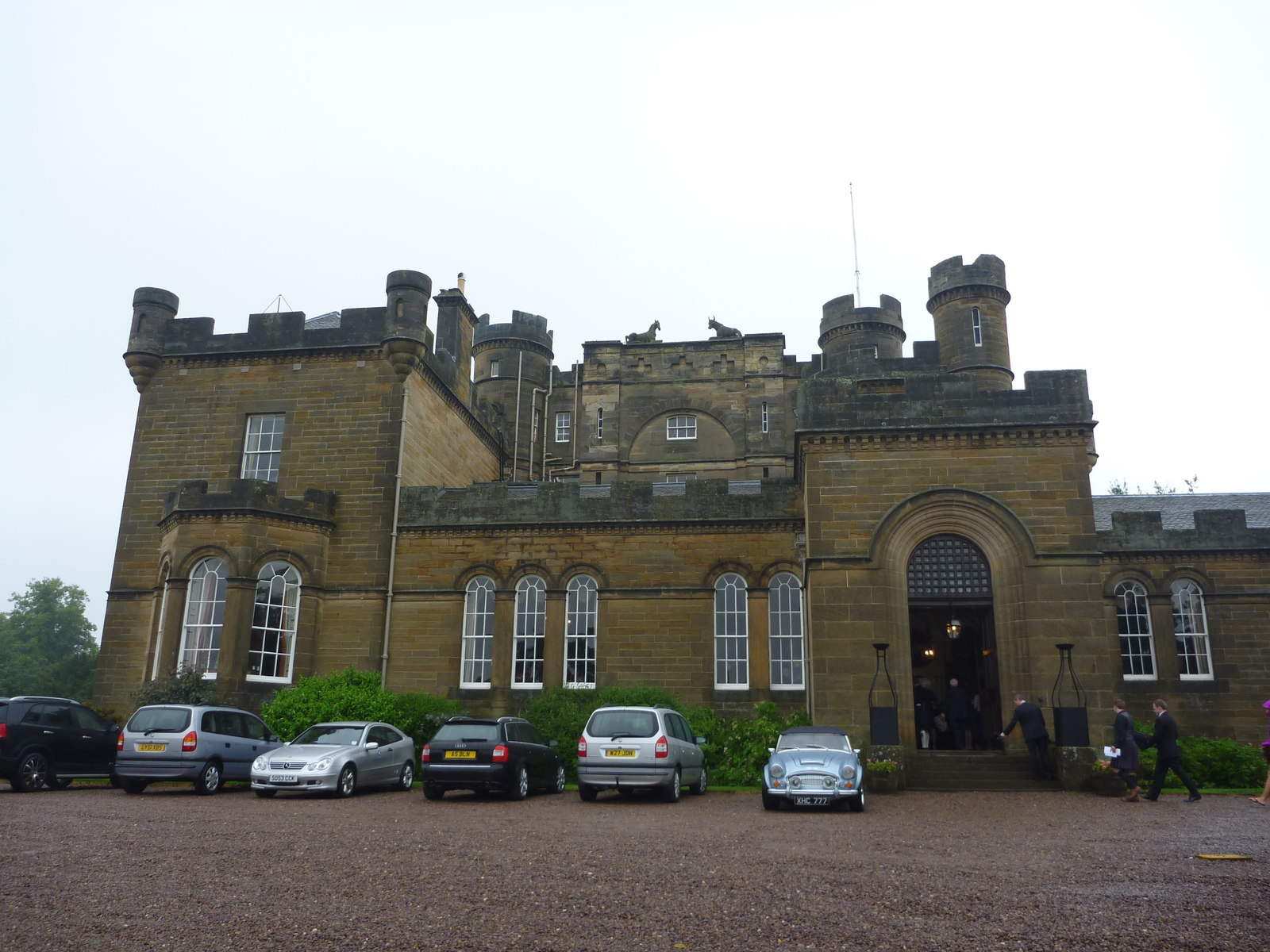
オクセンフォード城、建築家ロバート・アダムの設計による邸宅。伯爵家の主邸。

その息子である2代子爵ジョン(1648-1707)も一族の御多分に漏れず、法曹家として頭角を現して法務長官や民事控訴院主席書記官を歴任したほか、名誉革命後の国王ウィリアム3世に仕えて筆頭国務大臣を務めた。彼は1703年4月8日にスコットランド貴族爵位のステア伯爵(Earl of Stair)、ダルリンプル子爵(Viscount Dalrymple)、ニューリストン、グレンルース及びストランラー卿(Lord Newliston, Glenluce and Stranraer)を与えられて、現在へと続く伯爵家の始祖となった。ただし、彼は生前に自身の署名と指示の下、マクドナルド氏族の謀殺（グレンコーの虐殺）を行って悪名を馳せている。ゆえにダルリンプル家の名にも傷がつき、スコットランドでは伯爵家の家紋と似るトランプの「ダイヤの9」が不吉の象徴とされるほどであった。
その子である2代伯ジョン(1679–1747)は大同盟戦争、スペイン継承戦争、オーストリア継承戦争を転戦・従軍した武人である。彼は甥に爵位を継がせようとしてノヴォダマスを行使し、ジョン・ダルリンプルを後継者に指名した。しかしこれにはジェームズ・ダルリンプルから異議を唱えられた結果、貴族院は1748年に「恐らく合同後は指名権が消滅した」と判示して、ジョンへの爵位継承を否定した。この判決に基づき、以降はジェームズ（3代伯）、その兄ウィリアム（4代伯）が爵位を継いだ。4代伯には存命の男子がなかったため、結局は先述のジョンが5代伯となった。
5代伯とその子の6代伯ジョン(1749–1821)はともにスコットランド貴族代表議員に選出されている。6代伯には子がなく、爵位は叔父の息子ジョンが継いだ。
7代伯ジョン(1784-1840)は私生活の面では結婚をめぐって裁判に巻き込まれた。彼はダイザート伯爵家令嬢と結婚した際、事実婚状態であった女性から訴えられた。1809年に事実婚の効力を認める判決が下り、7代伯は伯爵家令嬢と離婚する羽目になった。彼は1840年に死去したが、その死とともに初代伯爵の系統が途絶えた。以降は初代伯の弟サー・ジェームズ・ダルリンプル(1615-1709)の子孫へと受け継がれ、サー・ジェームズの玄孫にあたるジョン・ダルリンプルが8代伯爵となった。この際に(クランストンの)準男爵が伯爵位の従属爵位となっている。
8代伯ジョン(1771-1853)はフランス革命戦争やナポレオン戦争に参戦して、陸軍大将にまで進んだ人物である。彼は1841年8月11日に連合王国貴族としてミッドロジアン州コースランドのオクセンフォード男爵(Baron Oxenfoord, of Cousland in the County of Midlothian)を授けられた。子はなかったものの男爵位には弟ノース（1771-1864、9代伯）への特別継承権があり、次代へと繋ぐことができた。
その子の10代伯ジョン(1819-1903)は政治家・実業家として活動し、33年の長きにわたりスコットランド銀行総裁を務めている。以降もこの流れで続き、その子ジョン（1879-1961、12代伯）、同名の息子ジョン（13代伯）が爵位を継いだ。
13代伯ジョン(1906-1996)は陸軍軍人であった傍ら、1928年サンモリッツ冬季オリンピックにボブスレー競技で出場するなどの活躍を見せた。
その息子にあたる14代伯ジョン(1961-)が伯爵家現当主である。彼は2008年に互選を経て、貴族院における世襲貴族枠92議席の一人に選ばれている。

伯爵家の邸宅には、スコットランド・ミッドロージアンに位置するオクセンフォード城、ダンフリーズ=ギャロウェイに臨むロキッジ城がある。
- ロキッジ城（英語版）、もとはカセルス伯爵家ケネディ一族の城であった[22]。現在はステア伯爵家が保持。
- オクセンフォード城（英語版）、建築家ロバート・アダムの設計による邸宅[23]。伯爵家の主邸。

## 現当主の保有爵位
現当主である第14代ステア伯爵ジョン・ダルリンプルは以下の爵位を有する。
- 第14代ステア伯爵(14th Earl of Stair)
（1703年4月8日の勅許状によるスコットランド貴族爵位）
- 第15代ステア子爵(15th Viscount of Stair)
（1690年4月21日の勅許状によるスコットランド貴族爵位）
- 第14代ダルリンプル子爵(14th Viscount Dalrymple)
（1703年4月8日の勅許状によるスコットランド貴族爵位）
- 第15代グレンルース＝ストランラー卿(15th Lord Glenluce and Stranraer)
（1690年4月21日の勅許状によるスコットランド貴族爵位）
- 第14代ニューリストン、グレンルース及びストランラー卿(14th Lord Newliston, Glenluce and Stranraer)
（1703年4月8日の勅許状によるスコットランド貴族爵位）
- 第7代ミッドロジアン州コースランドのオクセンフォード男爵(7th Baron Oxenfoord, of Cousland in the County of Midlothian)
（1841年8月11日の勅許状による連合王国貴族爵位）
- 第15代(ステアの)準男爵（英語版）(15th Baronet, styled "of Stair")
（1664年6月2日の勅許状によるスコットランド準男爵位）
- 第11代(クランストンの)準男爵（英語版）(11th Baronet, styled "of Cranstoun")
（1698年4月28日の勅許状によるスコットランド準男爵位）

## 一覧

### ステア子爵（1690年）
- 初代ステア子爵ジェームズ・ダルリンプル（英語版） (1619–1695)
- 第2代ステア子爵ジョン・ダルリンプル (1648–1707)　(1703年にステア伯爵を叙爵)

### ステア伯爵（1703年）

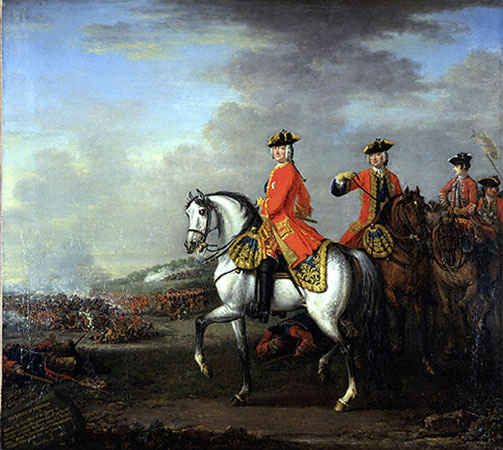
オーストリア継承戦争下のデッティンゲンの戦いに臨む第２代ステア伯爵。

- 初代ステア伯爵ジョン・ダルリンプル (1648–1707)
- 第2代ステア伯爵ジョン・ダルリンプル (1679–1747)
- 第3代ステア伯爵ジェームズ・ダルリンプル (?-1760)
- 第4代ステア伯爵ウィリアム・ダルリンプル＝クリフトン (1699–1769)
- 第5代ステア伯爵ジョン・ダルリンプル (1720–1789)
- 第6代ステア伯爵ジョン・ダルリンプル (1749–1821)
- 第7代ステア伯爵ジョン・ウィリアム・ヘンリー・ダルリンプル (1784–1840)
- 第8代ステア伯爵ジョン・ハミルトン・ダルリンプル (1771–1853)
- 第9代ステア伯爵ノース・ハミルトン・ダルリンプル(1776–1864)
- 第10代ステア伯爵ジョン・ハミルトン・ダルリンプル（英語版） (1819–1903)
- 第11代ステア伯爵ジョン・ヒュー・ノース・グスタヴ・ヘンリー・ハミルトン＝ダルリンプル（英語版） (1848–1914)
- 第12代ステア伯爵ジョン・ジェームズ・ダルリンプル（英語版） (1879–1961)
- 第13代ステア伯爵ジョン・エイマー・ダルリンプル（英語版） (1906–1996)
- 第14代ステア伯爵ジョン・デイヴィッド・ジェームズ・ダルリンプル（英語版） (1961-)

爵位の法定推定相続人は、現当主の息子であるダルリンプル子爵（儀礼称号）ジョン・ジェームズ・トマス・ダルリンプル。